# Czékus István
Kuntapolcai Czékus István (Gömörpanyit, 1818. december 22. – Rozsnyó, 1890. február 6.) evangélikus lelkész, a Tiszai evangélikus egyházkerület püspöke 1871-től haláláig.

## Élete
Czékus Márton földműves fia. Szülei szűkös anyagi viszonyok között éltek, nem segíthették fiukat, ezért szinte már gyermekéveiben magára volt utalva. A gimnáziumot Rozsnyón, a bölcseletet Lőcsén végezte, teológiát a pozsonyi evangélikus tanintézetben hallgatott, hogy fölkészüljön a lelkészi pályára; titkára volt az itteni önképzőkörnek. A teológiai vizsgát 1843-ban tette le, majd két évig a fővárosban nevelősködött. 1845-ben a tübingeni egyetemre ment. Tanulmányainak befejeztével Pestre ment és Székács mellett volt káplán. 1847. október 1-jén az akkor keletkezett váci evangélikus egyház megválasztotta lelkészének; innen 1850. március 10-én Kecskemétre távozott. 1855-ben Sajógömörre ment, ahol az egyház és iskola javára takarék-magtárakat állíttatott. 1858-ban Dobsinára, 1859-ben Rozsnyóra költözött. 1860-ban a szegény egyházak segélyezésére egyházi, valamint női gyámintézetet létesített, utóbbi az első ilyen intézmény volt hazánkban. 1861-ben adományokat gyűjtött a rozsnyói templom belső megújításához, 1863-ban pedig kezdeményezte és végigvitte a főgimnázium végleges kiépítését. 1866-ban két jótékony temetkezési társulatot hívott életre Rozsnyón, hitfelekezeti különbség nélkül. 1866. január 1-jén nyitották meg az általa létesített Tisza-kerületi lelkész-, tanár- és tanító-özvegy és árvagyámintézetet, melynek tőkéje öt év alatt, amíg ő volt a pénztárnok, hatvanezer forintra nőtt. A pátens nehéz napjaiban a pánszláv papok izgatásai miatt az ő gömöri egyházmegyéjében zajlott legerősebben a mozgalom, melyet erélyesen lecsillapított.
1860-tól 1866-ig mint kerületi főjegyző és mint az evangélikus országos gyámintézet egyik alapítója, 1863-tól pedig kerületi és 1874-től egyetemes gyámintézeti elnöke működött. 1860. május 15-én gömöri főesperessé; 1871. március 26-án Máday halálával a tiszai egyházkerület főpásztorának választották meg.
19 éven ált töltötte be a püspöki tisztséget. 1890-ben hunyt el 71 éves korában. Síremlékét Rozsnyón Benedicty József tervezte.

## Művei
- A benareszi árvaház. Németből ford. Rozsnyó, 1866.
- Képek a pogányvilágból. Németből ford. Pest, 1869.
- A keresztények üldöztetése Madagaskar szigetén. Zaremba után ford. Uo. 1869.
- Isten működése a déli tenger szigetein. Németből ford. Uo. 1869.
- Confirmatiói tanítás ág. ev. hitv. gyermekek számára. Rozsnyó, 1870. (Két kiadás.)
- Szent beszéd a gömöri 51-ik honvédzászlóalj zászlajának felszentelése alkalmával 1876. szept. 10. Jolsva városában. Uo. 1877.
- Afrikai rablófőnök megtérítésének története. Németből ford. Bpest, 1878.
- Szent beszéd, melyet a II. József császár által 1781-ik október 25-én kiadott türelmi parancs százéves napja emlékére 1881. okt. 30. a rozsnyói egyházban tartott. Rozsnyó, 1881.

Ezeken kívül több alkalmi és egyéb beszéde jelent meg; a konfirmációi oktatáshoz írott vezérfonala magyar és német nyelven több kiadást ért meg, és azt szlovák nyelvre is lefordították.
Cikkeket írt a Protestáns Népkönyvtárba (1857. Mária Dorottya főh. életrajza), Lelki Kincstárba (1860. A Gusztáv Adolf egylet), Különféle Papi Dolgozatokba (1860. II. III.) Prot. Naptárba (1861. Szontagh Sámuel életrajza), Házi Kincstárba (1862. Szontagh Lajos életrajza s Tudósítás s egyszersmind szózat a prot. nőkhöz). 1858-tól számos cikket írt a Protestáns Egyházi és Iskolai Lapokba, melynek kiváló munkatársa volt.